# Hylaia elongata
Hylaia elongata là một loài bọ cánh cứng trong họ Endomychidae. Loài này được Apfelbeck miêu tả khoa học năm 1912.